# Argentine-Canada en rugby à XV
Cet article présente l'historique des confrontations entre l'équipe d'Argentine et l'équipe du Canada en rugby à XV. Les deux équipes se sont affrontées à neuf reprises. Les Argentins ont remporté six rencontres contre trois pour les Canadiens.

## Les confrontations
Voici la liste des confrontations entre ces deux équipes :
| No | Date              | Lieu                                             | Match              | Score   | Compétition                                |
| -- | ----------------- | ------------------------------------------------ | ------------------ | ------- | ------------------------------------------ |
| 1  | 3 octobre 1981    | Estadio GEBA, Buenos Aires, Argentine            | Argentine – Canada | 35 – 0  | Test match                                 |
| 2  | 30 mars 1990      | Burnaby Lake Sports Complex, Burnaby, Canada     | Canada – Argentine | 15 – 6  | Qualifications pour la Coupe du monde 1991 |
| 3  | 16 juin 1990      | Estadio José Amalfitani, Buenos Aires, Argentine | Argentine – Canada | 15 – 19 | Qualifications pour la Coupe du monde 1991 |
| 4  | 10 mars 1995      | Ferrocaril Oeste, Buenos Aires, Argentine        | Argentine – Canada | 29 – 26 | Championnat pan-américain                  |
| 5  | 21 septembre 1996 | Fletcher's Field, Markham, Canada                | Canada – Argentine | 21 – 41 | Championnat pan-américain                  |
| 6  | 22 août 1998      | Cricket and Rugby Club, Buenos Aires, Argentine  | Argentine – Canada | 54 – 28 | Qualifications pour la Coupe du monde 1999 |
| 7  | 26 mai 2001       | Fletcher's Field, Markham, Canada                | Canada – Argentine | 6 – 20  | Championnat pan-américain                  |
| 8  | 30 août 2003      | Cricket and Rugby Club, Buenos Aires, Argentine  | Argentine – Canada | 62 – 22 | Championnat pan-américain                  |
| 9  | 2 juillet 2005    | Kingsland, Calgary, Canada                       | Canada – Argentine | 22 – 15 | Test match                                 |